# Melrand
Melrand (en bretó Mêlrant) és un municipi francès, situat a la regió de Bretanya, al departament d'Ar Mor-Bihan. L'any 2006 tenia 1.558 habitants. Limita al nord-oest amb Persquen, al nord amb Guern, al nord-est amb Le Sourn, a l'oest amb Inguiniel, a l'est amb Bieuzy, al sud-oest amb Bubry, al sud amb Quistinic i al sud-est amb Saint-Barthélemy. A l'inici del curs 2007 el 24% dels alumnes del municipi eren matriculats a la primària bilingüe.

## Demografia
| Evolució de la població Cassini i INSEE |       |      |       |       |       |       |       |       |
| 1793                                    | 1800  | 1806 | 1821  | 1831  | 1836  | 1841  | 1846  | 1851  |
| 2 635                                   | 2 714 | -    | 2 761 | 2 887 | 2 907 | 2 705 | 3 109 | 3 128 |

| 1856  | 1861  | 1866  | 1872  | 1876  | 1881  | 1886  | 1891  | 1896  |
| ----- | ----- | ----- | ----- | ----- | ----- | ----- | ----- | ----- |
| 3 053 | 3 040 | 3 212 | 3 032 | 3 181 | 3 241 | 3 295 | 3 421 | 3 535 |

| 1901  | 1906  | 1911  | 1921  | 1926  | 1931  | 1936  | 1946  | 1954  |
| ----- | ----- | ----- | ----- | ----- | ----- | ----- | ----- | ----- |
| 3 600 | 3 570 | 3 666 | 3 712 | 3 658 | 3 637 | 3 526 | 3 005 | 2 575 |

| 1962  | 1968  | 1975  | 1982  | 1990  | 1999  | 2006 | 2011 | 2016 |
| ----- | ----- | ----- | ----- | ----- | ----- | ---- | ---- | ---- |
| 2 149 | 2 031 | 1 883 | 1 771 | 1 584 | 1 525 | -    | -    | -    |

| 2019 | - | - | - | - | - | - | - | - |
| ---- | - | - | - | - | - | - | - | - |
| -    | - | - | - | - | - | - | - | - |

## Administració
| Període   | Identitat       | Partit |
| --------- | --------------- | ------ |
| 1900-1935 | François Robic  |        |
| 1935-1959 | Louis Robic     |        |
| 1959-1965 | Roger Bellec    |        |
| 1965-1983 | Léon Pennober   |        |
| 1983-2008 | Louis André     |        |
| 2008-     | Jean-Paul Pasco |        |